# 梅纳尔
梅纳尔（法語：Menars，亦作，法語發音：[menaʁ]）是法国卢瓦-谢尔省的一个市镇，位于该省中部，属于布卢瓦区。

## 地理
梅纳尔（47°38'33"N, 1°24'31"E）面积4.5 平方千米，位于法国中央-卢瓦尔河谷大区卢瓦-谢尔省，该省份为法国中北部省份，北起厄尔-卢瓦省，东北接卢瓦雷省，东南接谢尔省，南至安德尔省，西南接安德尔-卢瓦尔省，西北接萨尔特省。
与梅纳尔接壤的市镇（或旧市镇、城区）包括：卢瓦尔河畔库尔、圣克洛德德迪赖、卢瓦尔河畔圣但尼、维莱尔邦。
梅纳尔的时区为UTC+01:00、UTC+02:00（夏令时）。

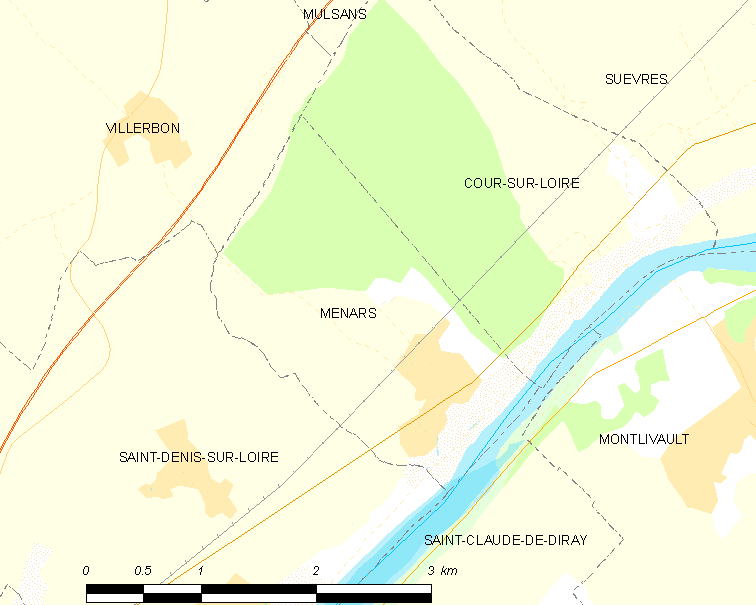
梅纳尔的OSM定位图

## 行政
梅纳尔的邮政编码为41500，INSEE市镇编码为41134。

## 政治
梅纳尔所属的省级选区为布卢瓦第二县。

## 人口

1962-2008年间梅纳尔人口变化图示

梅纳尔于2022年1月1日时的人口数量为620人。